# 2024年世界水泳選手権セントクリストファー・ネイビス選手団
2024年世界水泳選手権セントクリストファー・ネイビス選手団は、2024年2月2日から2月18日までカタールのドーハで開催された第21回世界水泳選手権のセントクリストファー・ネイビス選手団、およびその競技結果。今大会、世界水泳選手権にセントクリストファー・ネイビス代表として初めて男子選手が出場することとなった。

## 選手団
- 人員: 選手 2人

## 選手名簿・結果
| 選手                                 | 種目           | 予選      | 予選  | 準決勝   | 準決勝   | 決勝     | 決勝     |
| 選手                                 | 種目           | 結果      | 順位  | 結果     | 順位     | 結果     | 順位     |
| ------------------------------------ | -------------- | --------- | ----- | -------- | -------- | -------- | -------- |
| トロイ・ニスベット                   | 男子50m自由形  | 29秒23    | 111位 | 予選敗退 | 予選敗退 | 予選敗退 | 予選敗退 |
| トロイ・ニスベット                   | 男子100m自由形 | 1分05秒84 | 106位 | 予選敗退 | 予選敗退 | 予選敗退 | 予選敗退 |
| ジェニファー・ハーディング＝マーリン | 女子50m背泳ぎ  | 35秒29    | 51位  | 予選敗退 | 予選敗退 | 予選敗退 | 予選敗退 |
| ジェニファー・ハーディング＝マーリン | 女子100m背泳ぎ | 1分14秒93 | 55位  | 予選敗退 | 予選敗退 | 予選敗退 | 予選敗退 |